# ディンクアン県
ディンクアン県（ディンクアンけん、ベトナム語：Huyện Định Quán / 縣定貫?）は、ベトナムドンナイ省に位置する県である。面積は970.5km²、人口は225,160人（2019年）である。

## 行政区画
以下の1市鎮13社から構成される。
- ディンクアン市鎮（Định Quán / 定貫）
- ザーカイン社（Gia Canh / 嘉庚）
- ラガ社（La Ngà / 羅牙）
- ゴクディン社（Ngọc Định / 玉定）
- フークオン社（Phú Cường / 富強）
- フーホア社（Phú Hòa / 富和）
- フーロイ社（Phú Lợi / 富利）
- フーゴク社（Phú Ngọc / 富玉）
- フータン社（Phú Tân / 富新）
- フートゥク社（Phú Túc / 富足）
- フーヴィン社（Phú Vinh / 富榮）
- スオイニョー社（Suối Nho / 帥儒）
- タインソン社（Thanh Sơn / 清山）
- トゥクチュン社（Túc Trưng / 足中）